# Октябрьский (Верхний Уфалей)
Октябрьский — упразднённый в 1944 году посёлок, вошедший в состав города Верхнего Уфалея в Челябинской области России.

## География
Октябрьский находится у правого берега реки Большой Шилеи, в юго-западной части Верхнего Уфалея.

## История
Указом Президиума Верховного Совета РСФСР от 9 февраля 1944 года посёлок Октябрьский включён в черту города.

## Инфраструктура
Основа экономики — Октябрьский мраморный карьер.
Действует ФАП.

### Достопримечательности
Памятный знак рабочим мраморного карьера, погибшим в годы Великой Отечественной войны.

## Транспорт
Автобусное сообщение.